# Gustaf Wulfwenstierna
Gustaf Wulfwenstierna, född 16 september 1714 i Stockholm, död 9 maj 1758 i Stralsund, Svenska Pommern, var en svensk diplomat.
Wulfwenstierna var son till Jonas Wulfwenstierna och bror till Johan Wulfwenstierna.
Wulfwenstierna var minister vid sachsiska hovet 1744–1747, och vann under denna tid i hög grad kung Fredrik II av Preussens vänskap. Han utsågs 1747 av sekreta utskottet till svensk minister i Sankt Petersburg under de förvecklingar, som uppkommit med Ryssland med anledning av kejsarinnan Elisabets upprördhet över Adolf Fredriks förbindelser med Hattpartiet. Redan 1748 förlorade han dock denna plats, eftersom kejsarinnan ställde som villkor för att återkalla den hänsynslöse ryske ministern i Stockholm, Johann Albrecht von Korff, att även det svenska sändebudet i Sankt Petersburg skulle återkallas. Wulfwenstierna blev då i stället minister i Preussen, och 1752 ville Adolf Fredrik utnämna honom till minister i Paris, men majoriteten i riksrådet gav platsen åt Ulrik Scheffer, och Wulfwenstierna fick stanna i Preussen. Vid pommerska krigets utbrott 1757 begav han sig till Stralsund. 